# Ludovico Manin

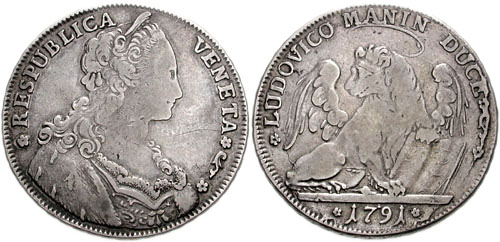
Talar wenecki z 1791 r.

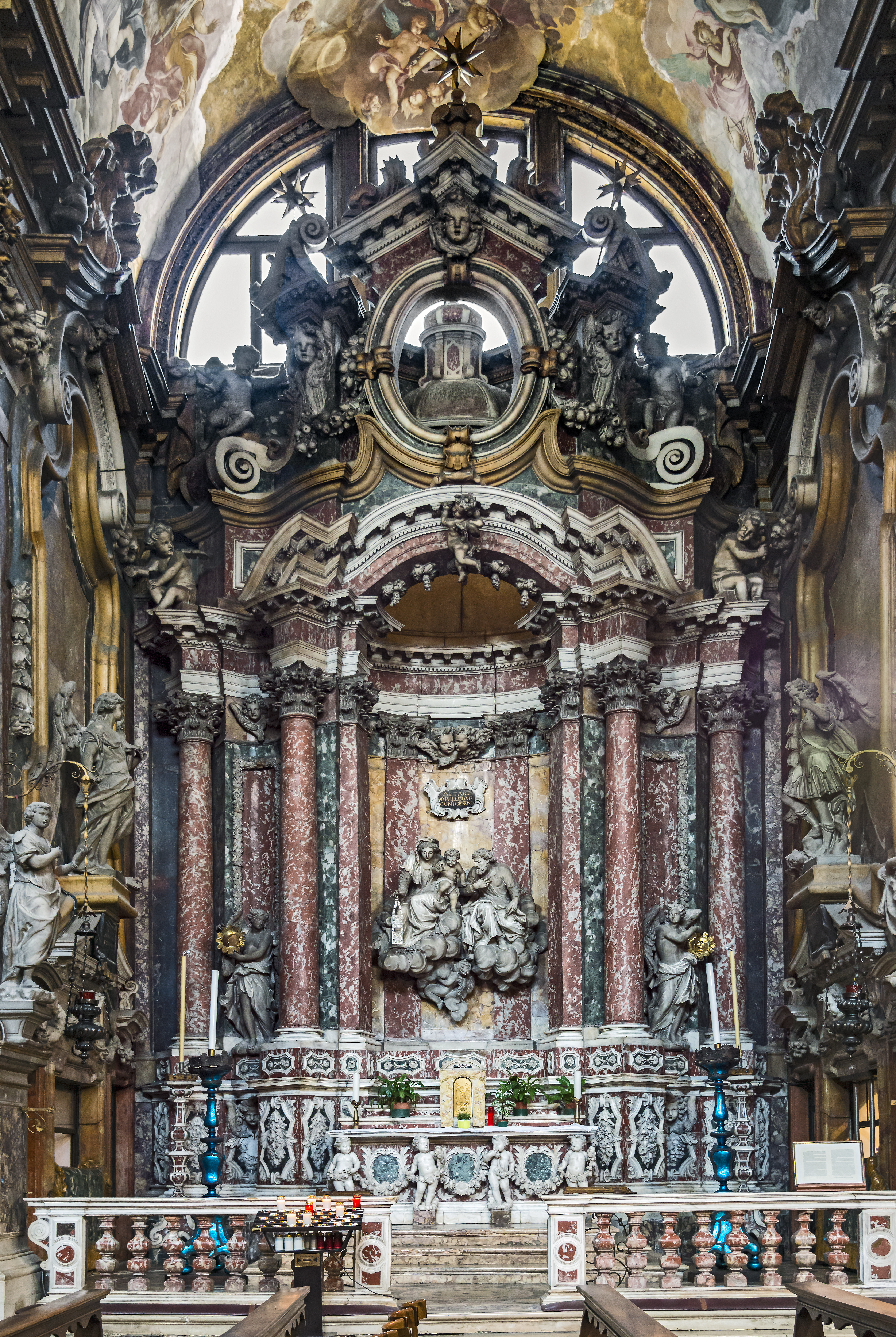
Grób Ludovico Manin.

Ludovico Giovanni Manin (ur. 23 czerwca 1726 w Wenecji, zm. 24 października 1802 tamże) – ostatni w historii doża Wenecji, rządzący od 9 marca 1789 do 15 maja 1797, gdy do abdykacji zmusił go Napoleon Bonaparte.
Wybrany dożą około miesiąca przed rewolucją francuską, przez 41 elektorów. Zgodnie z tradycją musiał rzucić monety tłumom, co kosztowało ponad 458 197 lirów, z czego poniżej 1/4 pochodziło ze skarbców Republiki, a resztę musiał Manin wyłożyć z własnej kieszeni. W 1792 roku Manin pozwolił zmniejszyć flotę handlową do 309 kupców.